# بات ليهي
بات ليهي (بالإنجليزية: Pat Leahy)‏ هو لاعب كرة قدم أمريكية أمريكي، ولد في 19 مارس 1951 في سانت لويس في الولايات المتحدة.

## وصلات خارجية
- بات ليهي على موقع مرجع كرة القدم المحترفة.كوم (الإنجليزية)